# 4784 (1984 DF1)
4784 (1984 DF1) је астероид главног астероидног појаса чија средња удаљеност од Сунца износи 2,678 астрономских јединица (АЈ).
Апсолутна магнитуда астероида је 13,3.